# Jacob Eberhard Gailer
Jakob Eberhard Gailer (geboren 9. Januar 1792 in Reutlingen; gestorben 14. Januar 1850 in Tübingen) war ein deutscher Schriftsteller und Pädagoge.

## Leben

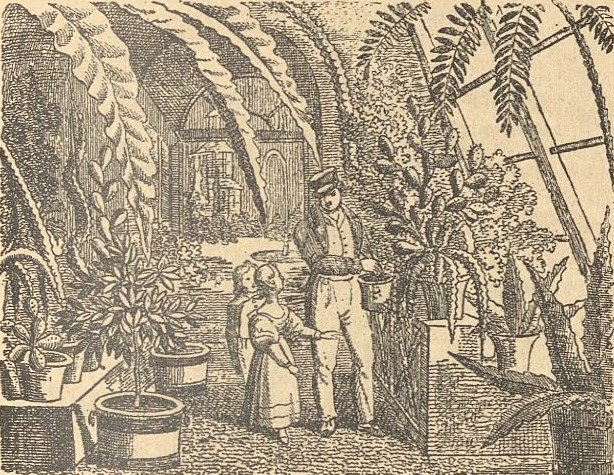
Anschauungsunterricht (1833)

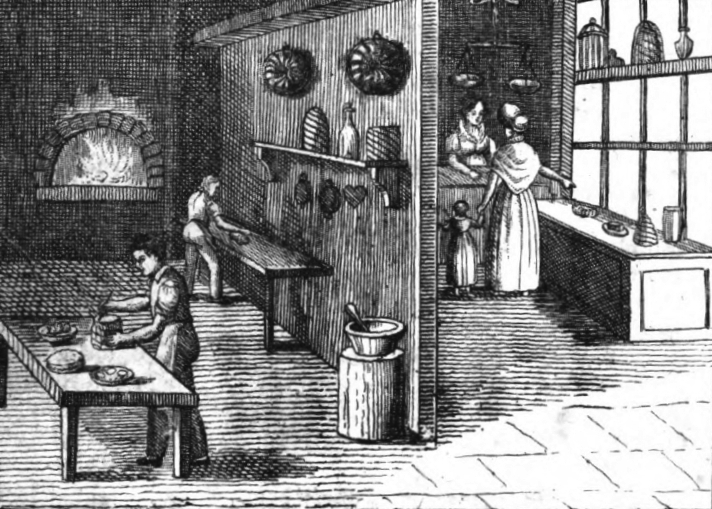
Beim Zuckerbäcker (1833)

Jakob Eberhard Gayler war der Sohn des Schreiners Johann Adam Gayler und der Anna Maria, geborene Gayler, er hatte zwei Schwestern. Seine Vettern Christoph Friedrich Gayler (1780–1849) und Johann Jakob Gayler (1785–1867) waren ebenfalls schriftstellerisch tätig. Er selbst änderte seinen Namen in Gailer. Er besuchte die Lateinschule in Reutlingen, ein Studium wurde ihm allerdings als Handwerkersohn verwehrt. Die folgenden Jahre lernte er Latein und Griechisch im Privatunterricht und schlug sich als Hauslehrer und als Präzeptor in Denkendorf, Stuttgart, Ludwigsburg, Winnenden und als Schulrevisor in Berneck durch.  1816 heiratete er in Nagold die Bürgermeistertochter  Auguste Luise Schmid, sie hatten vier Kinder. 1823 erhielt er auf eigenes Gesuch eine besser bezahlte Stelle am Lyceum Tübingen, wurde aber mit der Zeit von den Kollegen gemobbt und 1841 wegen Trunkenheit versetzt. Er konnte danach in der Schule in Großbottwar nicht mehr Fuß fassen, so dass er 1845 vorzeitig in den Ruhestand ging.
Gailer war seit 1826 nebenher Verfasser von Zeitungs- und Zeitschriftenbeiträgen, Schriften zur Geschichte sowie verschiedenen Werken für junge Leser und für den Unterricht. Er verfasste 1832 den Neuen Orbis Pictus für die Jugend in Anlehnung an den Orbis sensualium pictus des Johann Amos Comenius. Das Buch erschien in mehreren verbesserten Auflagen, es umfasst mehrere hundert Seiten, auf denen alles Wissenswürdige der Zeit in vier Sprachen präsentiert wird. Von Gailer stammen auch ein Neues Fabelbuch (1836) und ein Wunderbuch für die reifere Jugend (1839).

## Schriften (Auswahl)
- Neuer Orbis Pictus für die Jugend oder Schauplatz der Natur, der Kunst und des Menschenlebens.
  - Neuer Orbis Pictus für die Jugend oder Schauplatz der Natur, der Kunst und des Menschenlebens in 316 lithographirten Abbildungen mit genauer Erklärung in deutscher, lateinischer und französischer Sprache nach der früheren Anlage des Comenius bearbeitet und dem jetzigen Zeitbedürfnisse gemäß eingerichtet von J. E. Gailer, Lehrer an dem Lyceum in Tübingen. 1. Auflage Stuttgart, Verlag von F. C. Löflund und Sohn. 1830. 533 S
  - 2. Aufl. Reutlingen 1832
  - 3. Aufl. Reutlingen 1833 (Mäcken), VI, 586 S. [noch ohne engl. Übers.]
  - Neuer Orbis Pictus für die Jugend, oder Schauplatz der Natur, der Kunst und des Menschenlebens: in 322 lithographirten Abbildungen mit genauer Erklärung in deutscher, lateinischer, französischer und englischer Sprache. 3., mit völlig umgearb. franz. Übers. vers. u. mit d. Übertr. in d. Engl. verm. Aufl. Reutlingen: Mäcken jun., 1835, 709 S. Digitalisierte Ausgabe bei der Universitäts- und Landesbibliothek Düsseldorf
  - Nachdruck der 3. Auflage von 1835: Dortmund 1979 (Harenberg), ISBN 3-88379-116-4
  - 4. Aufl. Reutlingen 1838 (Mäcken), X, 706 S.
  - 5. Aufl. Reutlingen 1842, XVI, 788 S. [zusätzlich italienische Übers.]
- Denkwürdigkeiten des Alten Roms : für alle Freunde der älteren Geschichte / vorzüglich für die reifere Jugend bearb. von J. E. Gailer. Reutlingen: Mäcken, 1834
- Neues Fabelbuch : eine Auswahl des Schönsten aus der Fabelnwelt, in deutscher, lateinischer, französischer und englischer Sprache für die Jugend bearbeitet. Tübingen : Osiander, 1837
- Wunderbuch für die reifere Jugend : Eine Gallerie d. merkwürdigsten u. interessantesten Werke d. Natur u. Kunst in Erzählungen u. Bildern ; Zur Belehrung u. Unterhaltung. Stuttgart : Hoffmann, 1839
- Angenehme Sprachübungen für die Jugend, : oder gleichlautende und fremde Wörter in kurze, leichtfaßliche Sätze eingekleidet ; nebst einem Anhange von Eigennamen. Gmünd : Raach, 1839